# 鹿港福德祠
24°03′36″N 120°25′48″E / 24.060137°N 120.430088°E
鹿港福德祠，又名北頭福德祠，是位於臺灣彰化縣鹿港鎮玉順里的土地祠，祭祀鹿港五方土地公中的北方土地公。

## 沿革

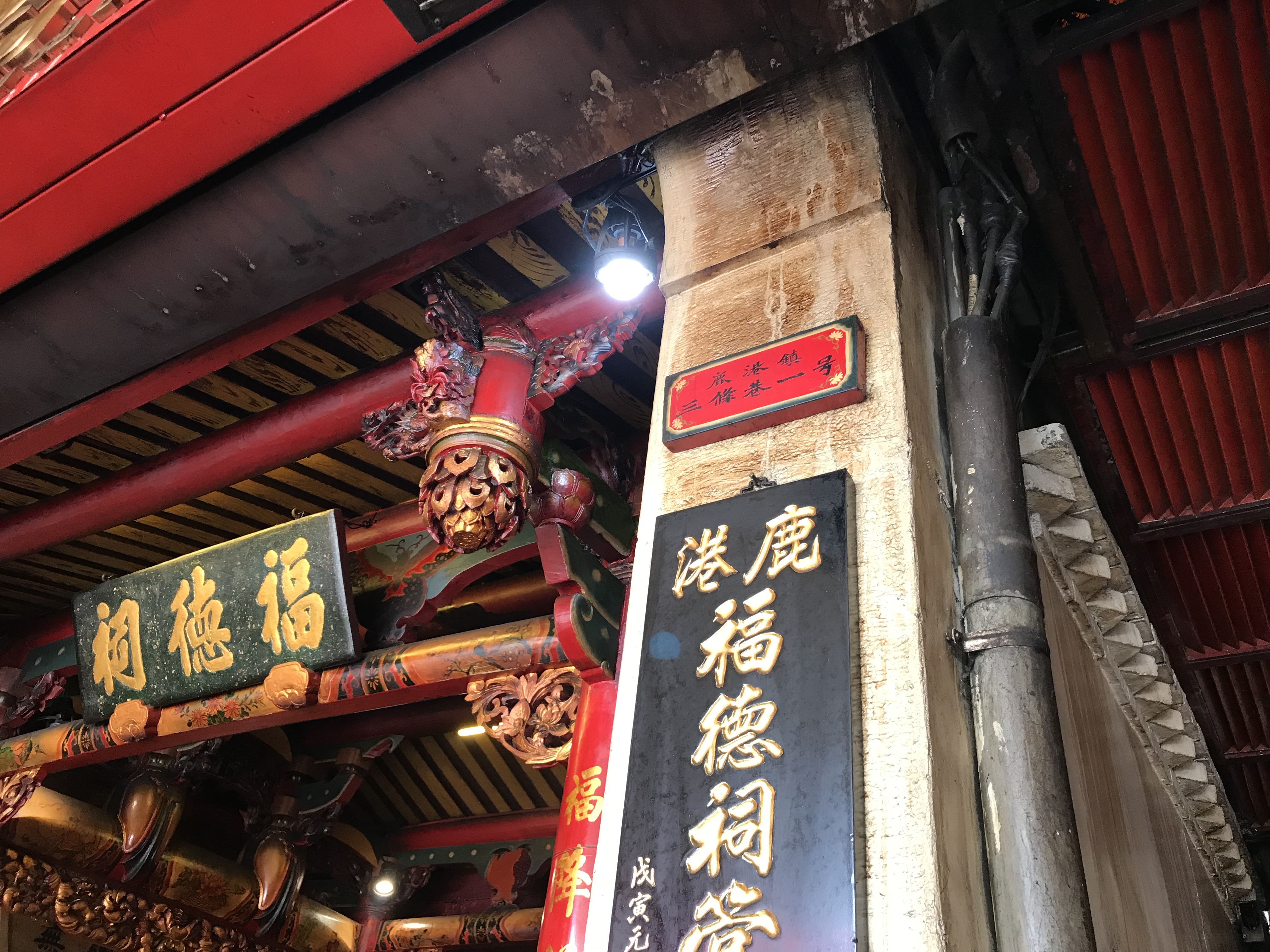
廟位在三條巷1號。

鹿港福德祠位在昔日的鹿港船仔頭碼頭旁，廟又稱「閤港福德祠」、「北頭福德祠」，創建年代已不可考，一說創建於雍正三年（1725年）。廟內最古早的文物是正面嵌入「貴吉 大清乾隆戊寅年秋立 永遠供奉」、背被面嵌入「彰化縣北頭 福德正神座前 晉江弟子李元隆敬」的一個磁花瓶。
廟今貌是光緒十二年（1886年）由總理施玉魁、士紳辜春林等百餘人發起重修，歷數年完成，在神龕上保有木匾為記。戰後初期民間普遍生活困乏，此祠曾疏於管理，導致房舍被佔用，直到1960年代政府頒布廟宇管理施行規定，希望各廟宇皆設管理人負責。當時玉順里里長蘇騫，被指定為暫代管理人。
廟宇右側為鹿港奉天宮，是1968年建立。1998年蘇騫辭世，改由施純銘管理鹿港福德祠。

## 祭祀

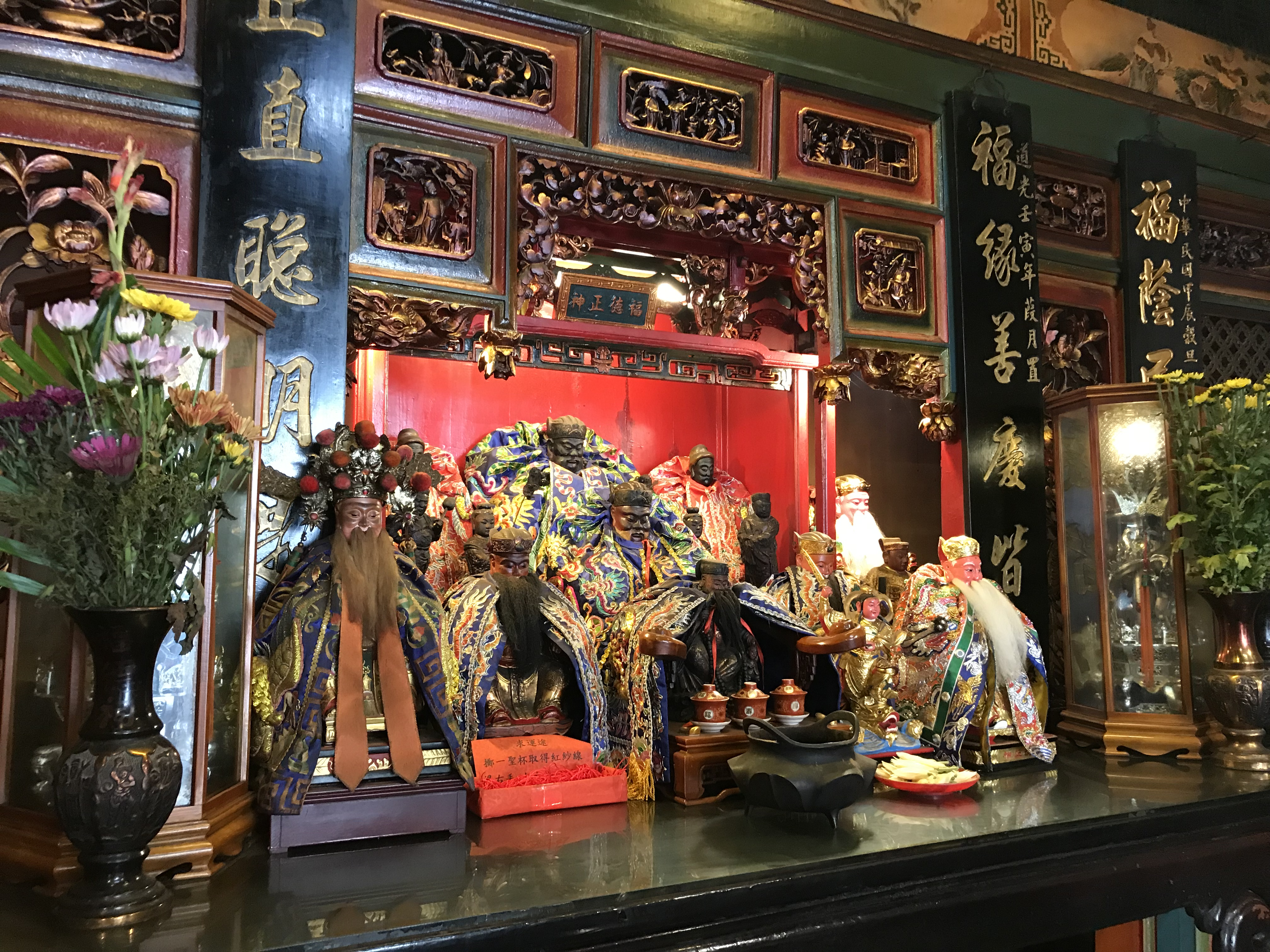
神像

此廟土地公古稱為「鹿仔港土地公」。昔日，鹿港八郊會在春秋兩祭祭祀鹿港天后宮媽祖、鹿港永安宮曾大老爺、鹿港潤澤宮李殿王、鹿港地藏王廟地藏王菩薩、鹿港城隍廟城隍爺、及此廟的土地公。鹿港各方另設土地公後，此神被當成北方土地公。
早期此廟無土地婆，其後常有信眾到廟中許願求財賜子，其中有一信眾還願時塑了一尊土地婆神像。因信徒認為該土地婆靈驗，又有還願者再進獻一尊土地婆神像，形成「一夫兩妻」。信徒多認為，香火旺盛是得自土地公有二位夫人相助帶來的福氣。
在二月初二、二月十六、八月十五都有祭祀。像在農曆二月初二土地公得道升天日時，會與南方的鹿港福德宮推出多項應景活動，頗有相互較勁的意味。自2003年起，鹿港福德祠會在大年初五舉辦迎財神爺、福德正神、財神及虎爺出巡，遶行鹿港市區街道、鹿港彰濱工業區。

## 求籤
該廟求籤方式與其他寺廟不同，為陰陽籤。信眾以擲筊三杯，依其杯意來挑選籤詩，如二正一負就是「陽陽陰」，就要挑選「陽陽陰」的籤詩，如碰到立筊，也有屬於立筊的籤詩。求籤時辰也與土地公的神示有關，有的籤在早上求時是吉籤，晚間來求卻是凶籤。